# جيرالد هيرست (مخترع)
جيرالد هيرست (بالإنجليزية: Gerald Hurst)‏ هو كيميائي ومخترِع أمريكي، ولد في 16 يونيو 1937 في ديفيس في الولايات المتحدة، وتوفي في 11 مارس 2015 في أوستن في الولايات المتحدة.